# Pogonomyrmex laevigatus
Pogonomyrmex laevigatus är en myrart som beskrevs av Santschi 1921. Pogonomyrmex laevigatus ingår i släktet Pogonomyrmex och familjen myror. Inga underarter finns listade i Catalogue of Life.

## Bildgalleri

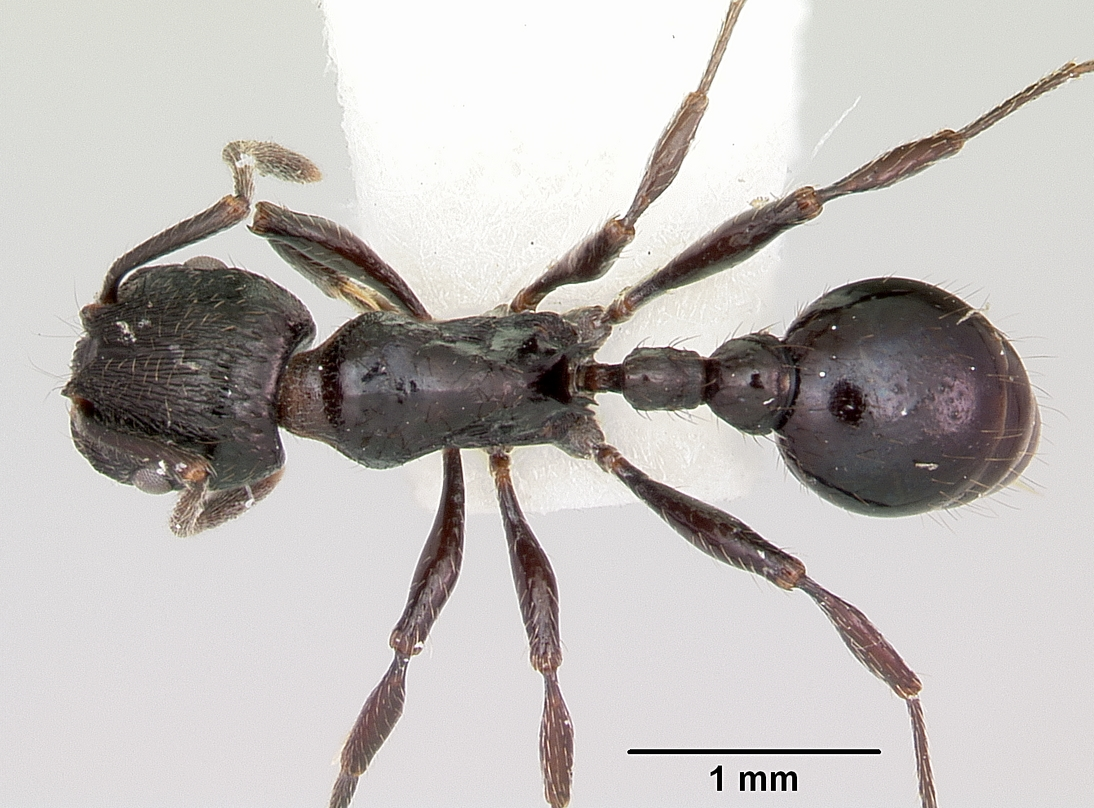
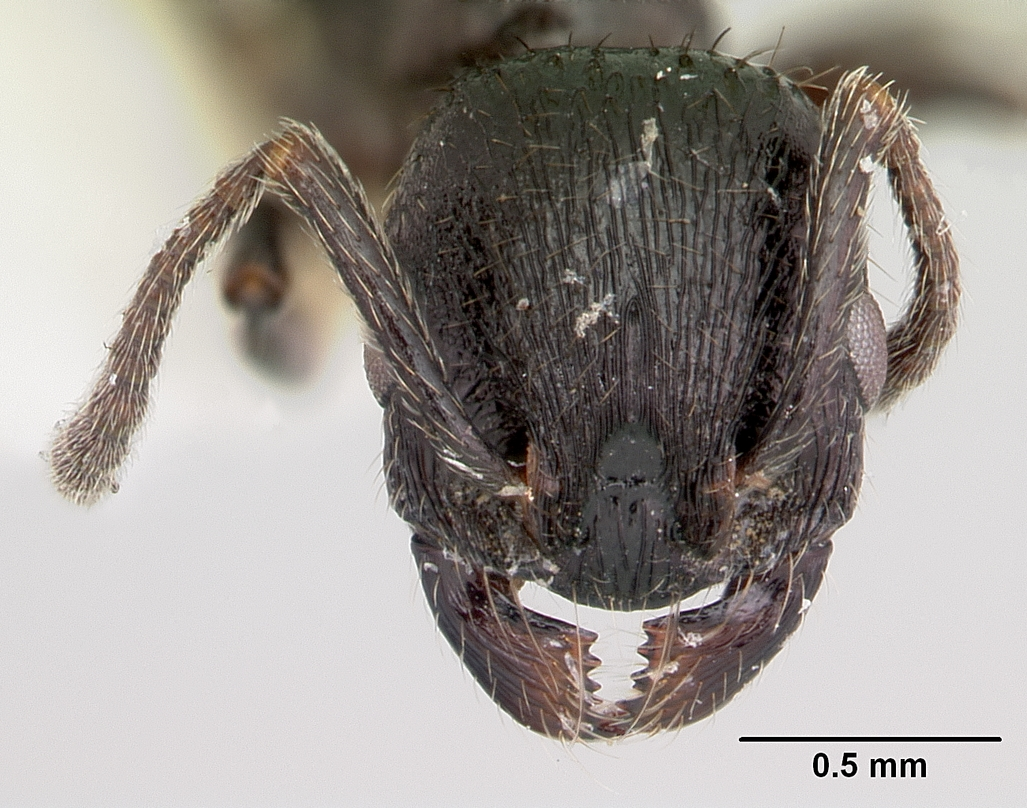
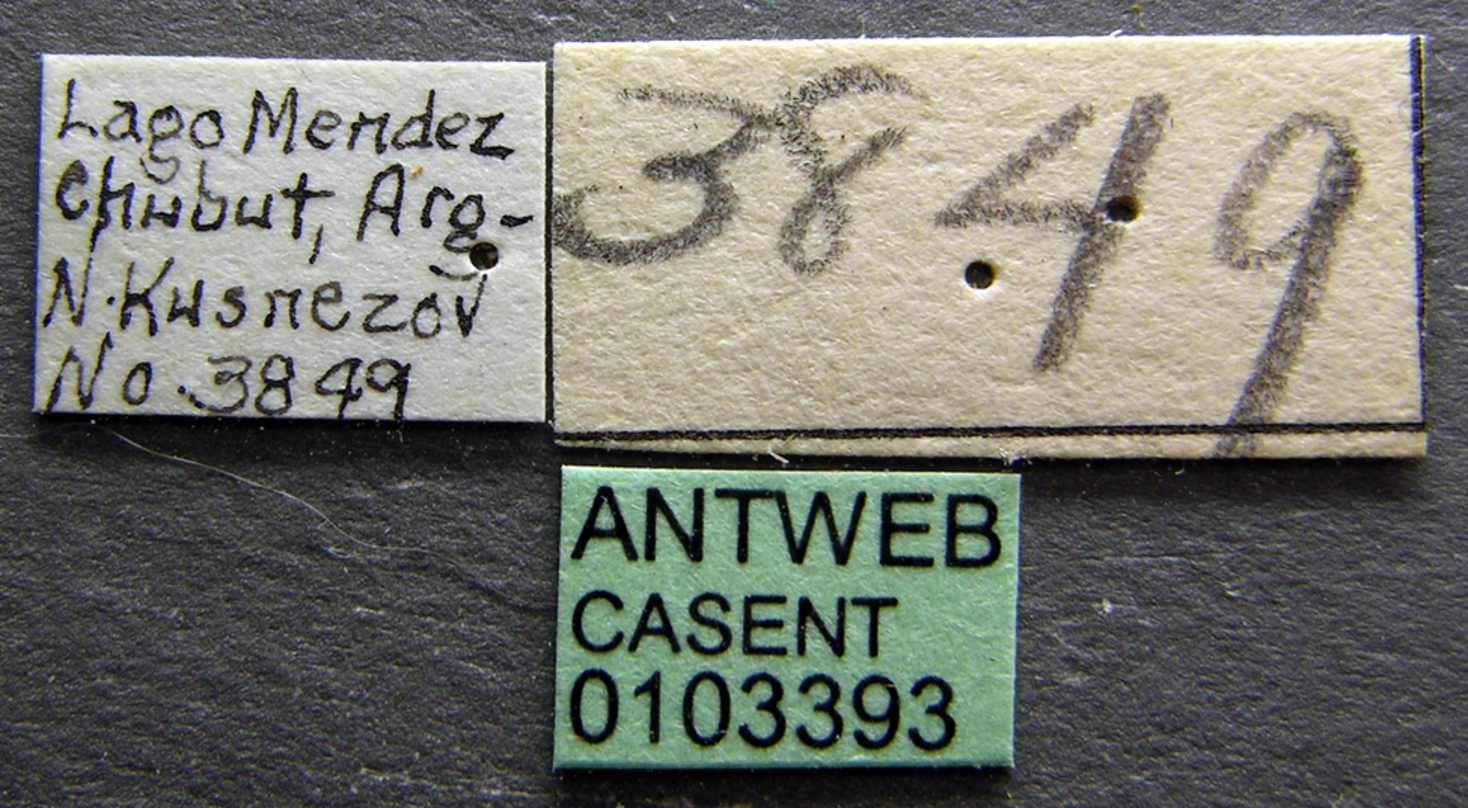
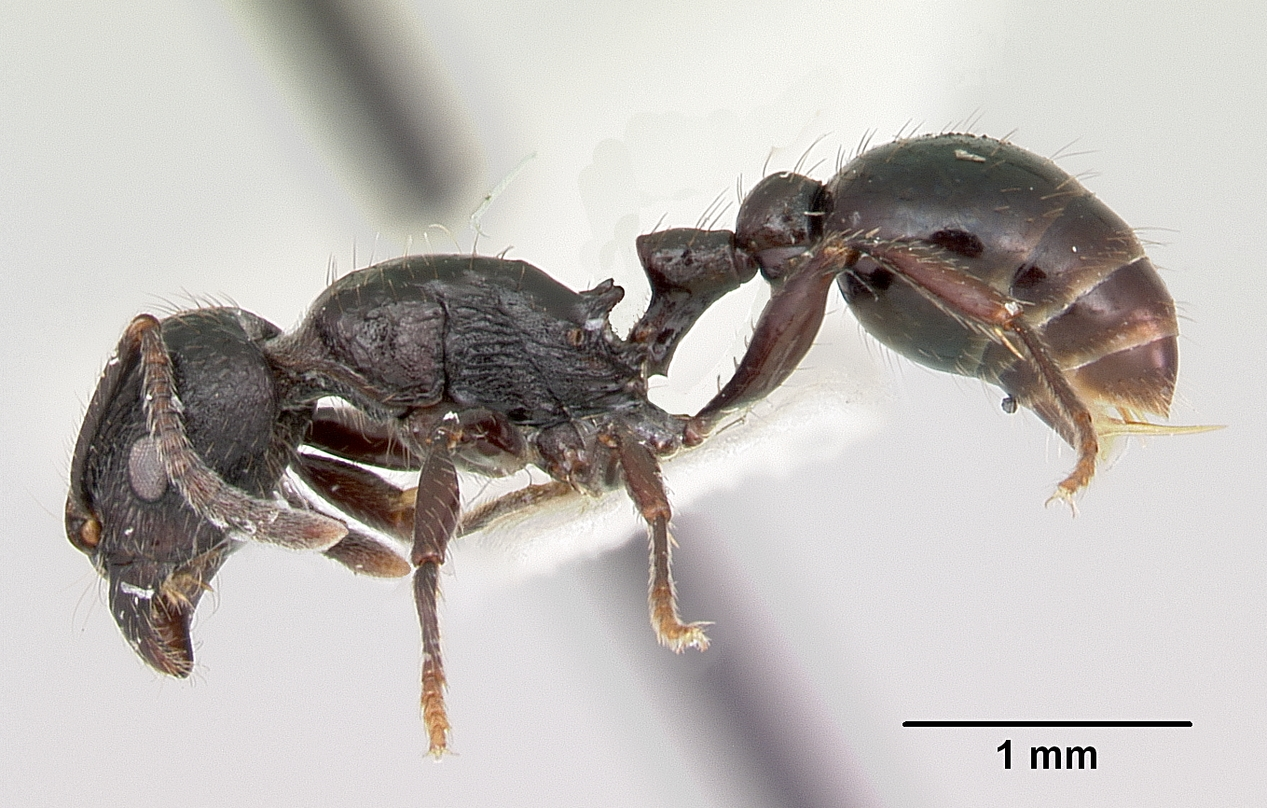
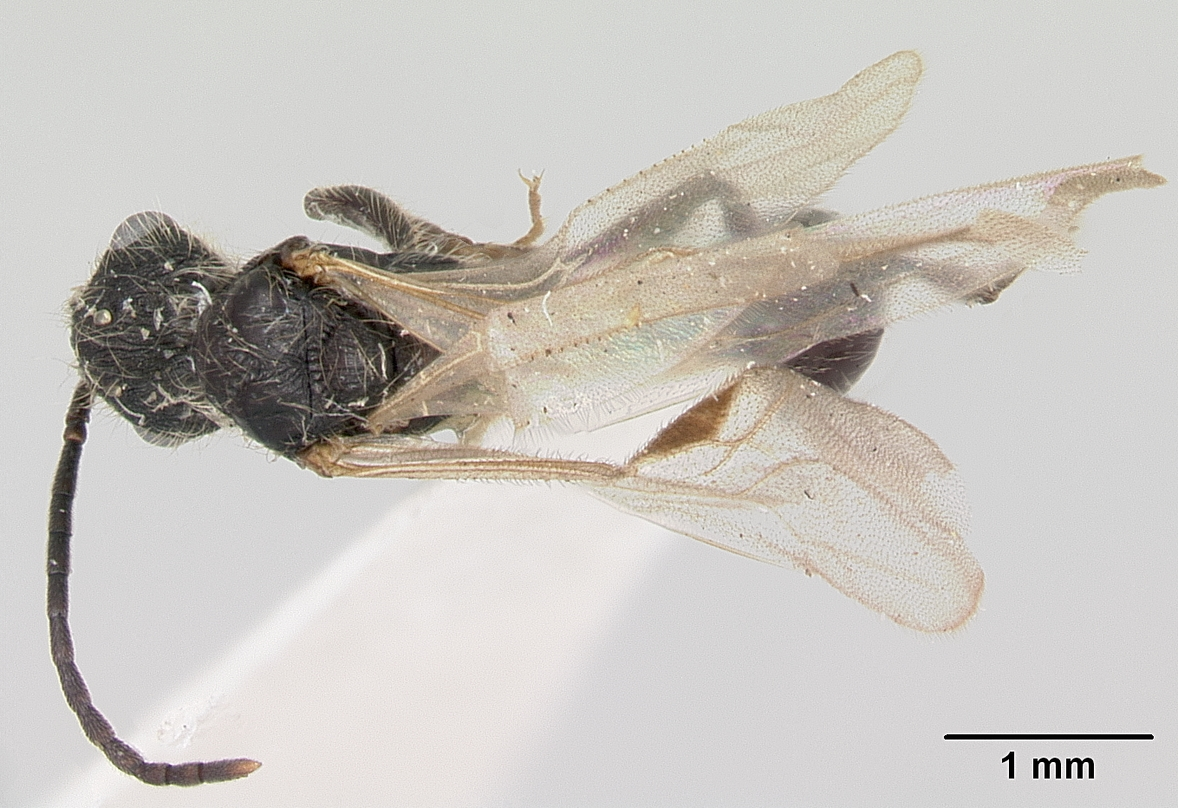
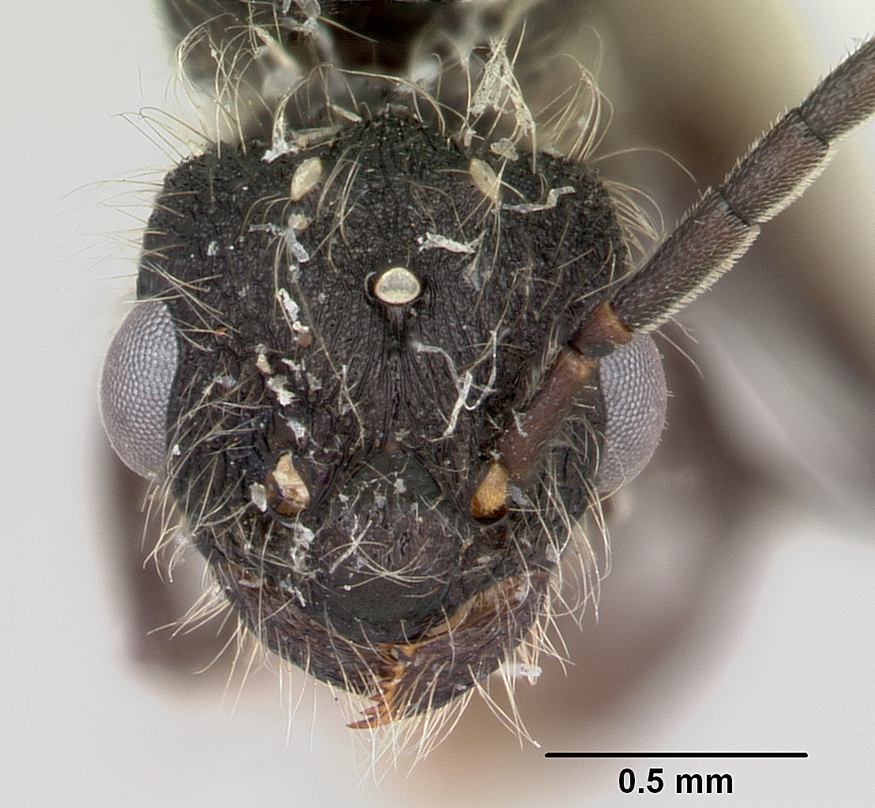